# هانس لاودا
هانس لاودا (بالألمانية: Hans Lauda)‏ هو رائد أعمال ومحامي نمساوي، ولد في 25 مارس 1896 في فيينا في النمسا، وتوفي بنفس المكان في 21 يناير 1974.

## وصلات خارجية
- هانس لاودا على موقع مونزينجر (الألمانية)